# Port lotniczy Knjaževac
Port lotniczy Knjaževac (IATA: KZC, ICAO: LYKZ) – dawne lotnisko położone na północ od Knjaževaca (Serbia). Używane było do celów sportowych w latach 1989–1996.